# Boris Wassiljewitsch Litwinow
Boris Wassiljewitsch Litwinow (russisch Борис Васильевич Литвинов, wiss. Transliteration Boris Vasil'evič Litvinov; * 12. November 1929 in Luhansk, Ukrainische SSR; † 23. April 2010 in Tscheljabinsk, Russland) war ein russischer Atomphysiker.

## Leben
Nach dem Besuch der Sekundarschule absolvierte er zwischen 1947 und 1951 ein Studium der Physik sowie der Ingenieurwissenschaften am Nationalen Institut für Nukleare Forschung (Национальный исследовательский ядерный университет «МИФИ»). Im Sommer 1951 wurde er zunächst Praktikant im Chemielabor „Leuchtturm“ (Маяк) und war danach von 1952 bis 1961 Mitarbeiter am Institut für Kernforschung in Sarow (Russland), dem heutigen Russischen Föderalen Kernforschungszentrum. Dort arbeitete er als Ingenieur und zuletzt Stellvertretender Chefingenieur unter der Leitung von Generalleutnant Jewgeni Iwanowitsch Sababachin an der Entwicklung und Erprobung von Kernwaffen mit.
Im März 1961 wurde er als Professor auch Leiter der Konstruktionsabteilung des Instituts für Kernforschung in Sneschinsk, dem heutigen Russischen Föderalen Atomzentrum – Allrussisches wissenschaftliches Forschungszentrum für technische Physik (WNIITF). Dieses Amt bekleidete er bis 1997. Der Schwerpunkt seiner Arbeit lag neben der Entwicklung von Nuklearwaffen auch bei der zivilen Erforschung der Kernenergie. Während seiner Tätigkeit erfolgte mehr als die Hälfte aller Versuche der Kernspaltung bei Nuklearwaffen in der UdSSR.
Nach seinem Ausscheiden als Chefkonstrukteur blieb er als Stellvertretender Wissenschaftlicher Leiter des WNIITF tätig und war damit insbesondere verantwortlich für die Laboratorien für Spezialanalysen, die sich auch erfahrenen Wissenschaftlern aller Fachrichtungen zusammensetzten.
In einem Interview mit der Zeitung Nesawissimaja gaseta führte er 2004 zur russischen Kernforschung aus:
„Es ist nicht möglich, die Physik einer Kernexplosion ohne Experiment zu erforschen. Die verbreitete Behauptung, ein vollkommener nuklearer Sprengsatz lasse sich mit Hilfe der vollkommensten Berechnungsmethoden herstellen, ist falsch. Je vollkommener eine physikalische Anlage ist, desto mehr muss man experimentieren.“

## Ehrungen und Auszeichnungen
Für seine Verdienste in der Atomphysik wurde er in der Sowjetunion mehrfach ausgezeichnet und unter anderem 1981 Held der sozialistischen Arbeit. 1954 wurde ihm der Orden des Roten Banners der Arbeit verliehen. 1962, 1977 und 1981 erhielt er den Leninorden, 1971 den Orden der Oktoberrevolution. Darüber hinaus erhielt er 1966 den Leninpreis für Chemie.
Nach der Gründung Russlands wurde er mit dem Verdienstorden für das Vaterland 2. und 3. Grades sowie 2003 mit dem Demidow-Preis ausgezeichnet. Litwinow war darüber hinaus Ehrenbürger von Sneschinsk sowie der Oblast Tscheljabinsk.
1991 wurde er korrespondierendes und 1997 volles Mitglied der Russischen Akademie der Wissenschaften.